# Niederland (Nibelungenlied)
|  | Dieser Artikel oder Abschnitt wurde wegen inhaltlicher Mängel auf der Qualitätssicherungsseite des Projekts Germanen eingetragen. Dies geschieht, um die Qualität der Artikel aus diesem Themengebiet auf ein akzeptables Niveau zu bringen. Bitte hilf mit, die Mängel dieses Artikels zu beseitigen, und beteilige dich an der Diskussion! |

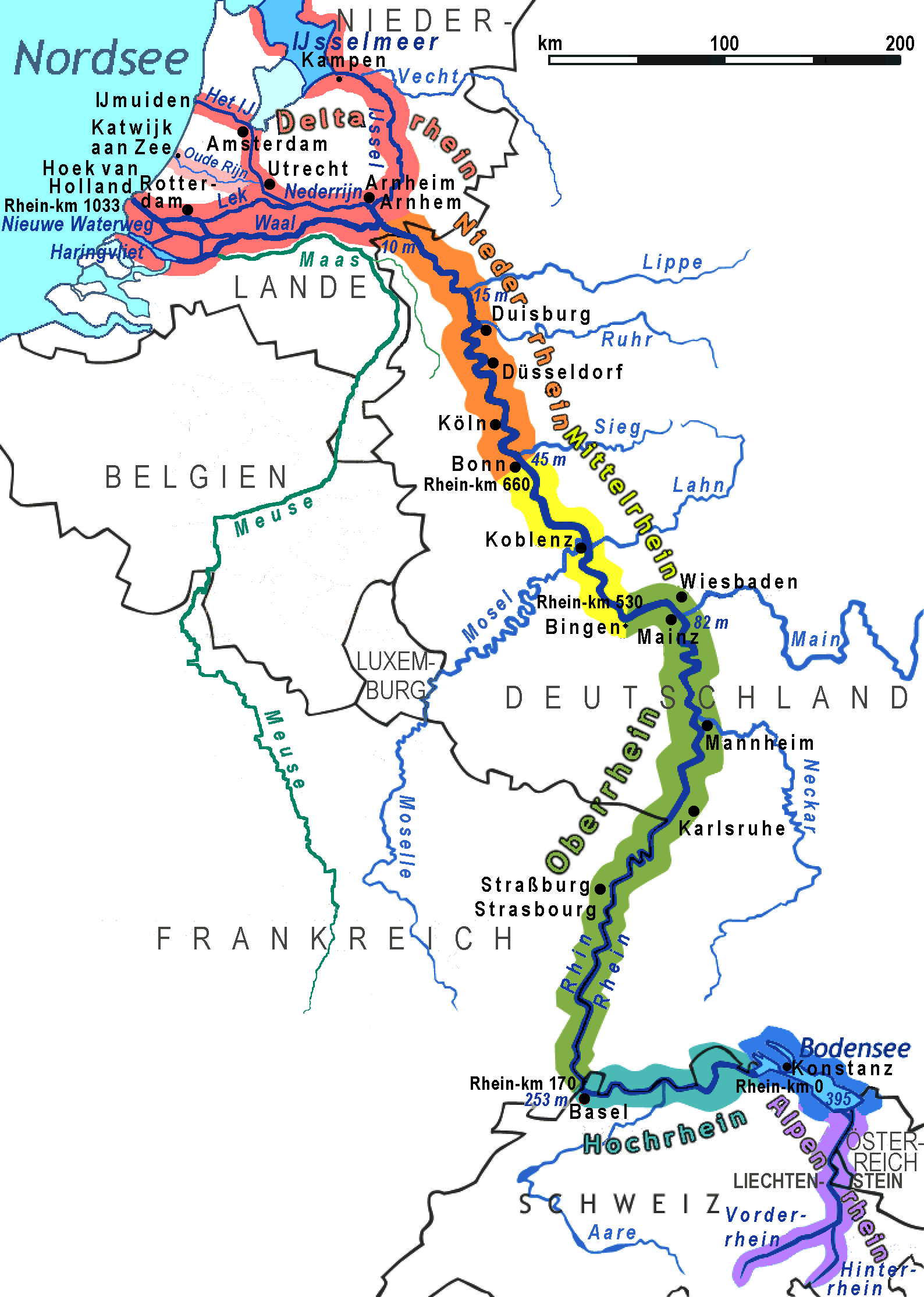
Karte des Rheins: Das orange Gebiet stellt den Niederrhein dar.

Niederland (mhd. Niderlande) ist im mittelalterlichen Nibelungenlied ein sagenhaftes Königreich mit der Stadt Xanten als Hauptstadt. Sein König ist Siegmund, später wird dessen Sohn Siegfried neuer König.
Das Gebiet dieses Reiches ist nicht mit dem Gebiet des heutigen Königreichs der Niederlande oder dem niederländischen Sprachraum identisch. Der Begriff „nieder“ bezieht sich historisch auf das niedere Gebiet des Rheins, Siegfrieds Reich umfasst somit das Gebiet vom Niederrhein bis zur Flussmündung.

„Da wuchs im Niederlande / eines edeln Königs Kind. / 
Siegmund hieß sein Vater / die Mutter Siegelind. / 
In einer mächt'gen Veste / weithin wohlbekannt, / 
Unten am Rheine / Xanten war sie genannt.“